# Арнолд IV фон Дист
Арнолд IV фон Дист (на немски: Arnold IV von Diest; † сл. 1230) от род ван/фон Дист от белгийската провинция Фламандски Брабант, е господар в Дист.

## Произход
Той е единственият син на Арнолд III ван Дист († сл. 1193) и съпругата му Клеменция ван Весемаеле. Роднина е на Еверхард фон Дист († 1301), епископ на Мюнстер (1275 – 1301), с младата линия на фамилията фон Куик, графовете на Ритберг и Зигфрид фон Вестербург († 1297), архиепископ на Кьолн (1275 – 1297).
Внукът му Арнолд VI фон Дист († 1296) става бургграф на Антверпен. Шефовете на фамилията са дълго време бургграфове (вицекомтове) на Антверпен.

## Фамилия
Арнолд IV фон Дист се жени за Алхайдис/Алайдис фон Хенгенбах-Хаймбах († 1233/1250), дъщеря на Еберхард II фон Хенгенбах († сл. 1217/1218) и Юдит (Юта) фон Юлих († 1218), наследничка на Юлих, дъщеря на граф Вилхелм I фон Юлих († 1176). Те имат децата:
- Мария ван Дист († 1230), омъжена за Рутгер I ван Херпен († сл. 1267)
- Арнолд V фон Дист († 1258), господар на Дист, женен сл. 11 март 1239 г. за Матилде де Бетуне († 1 ноември 1252), родители на:
  - Арнолд VI фон Дист († 1296), бургграф на Антверпен, господар на Ривирен
- Герхард фон Дист († 1271), господар на Зеелем-Зихем, женен за Мехтилд († 21 март 1287)
- дъщеря фон Дист († сл. 1282), омъжена за Вилхелм ван Куик, господар на Ешарен-Астен († 1240)